# Chloroclystis testulata
Chloroclystis testulata är en fjärilsart som beskrevs av Achille Guenée 1858. Chloroclystis testulata ingår i släktet Chloroclystis och familjen mätare. Inga underarter finns listade i Catalogue of Life.